# (Waiting For) The Ghost Train
(Waiting For) The Ghost Train è un singolo del gruppo musicale britannico Madness, pubblicato nel 1986 ed estratto dall'album Utter Madness.
Il brano è stato scritto da Graham McPherson.

## Tracce
- 7"

1. (Waiting For) The Ghost Train - 3:41
2. Maybe In Another Life - 3:00

- 12"

1. (Waiting For) The Ghost Train - 3:41
2. Maybe In Another Life - 2:59
3. Seven Year Scratch - 8:39